# Kenneth Andersson (illustratör)
Kenneth Bertil Andersson, född 8 oktober 1962 i Örebro, är en svensk illustratör och grafisk formgivare.
Han är utbildad vid RMI-Berghs i Stockholm och arbetar som illustratör till tidningar, förlag och reklambyråer både i Sverige och utomlands. Han har gjort en rad bilderböcker till andras och egna texter. 

## Priser och nomineringar[förtydliga]
- Svenska Illustratörspriset
- Guldägget
- Svensk Bokkonst
- Images - Best of British Illustration (Critics Award)/>